# レッドファクション:ゲリラ
レッドファクション:ゲリラ (Red Faction: Guerrilla) は、ボリション(Volition)が開発し、THQが販売したTPSゲームである。日本では、スパイクがローカライズを行い、2009年8月6日に発売した。また、本作のスピンオフレッドファクション：バトルグラウンドが2011年4月に、続編レッドファクション：アルマゲドンが2011年6月2日に日本国内にて発売された。

## ストーリー
21世紀、地球は地球外の惑星に進出し、火星を殖民惑星にすることに成功した。2125年には大気を得ることに成功し、地球から派遣されたEDF(地球防衛軍：Earth Defense Force)によって統治されてきた。
しかし、今やEDFは抑圧者として人々を虐げている。それに抗するため、人々は「レッドファクション(Red Faction)」という抵抗勢力を創設し、ゲリラ活動を開始する。
主人公アレック・メイソンは兄ダンの誘いを受け、鉱山技師として火星にやってきた。
ある日、ダンがEDFに殺害されてしまう。ダンはレッドファクションの一員であり、指名手配されていたのだ。その為、彼の弟であるアレック自身もレッドファクションの一員であるとEDFに決めつけられてしまう。
かくして、兄の敵を討つため、アレックはレッドファクションに加わり、EDFと戦うことを決心する。

## 主な登場人物
アレック・メイソン
鉱山技師として火星のタルシスにやってきた男性。兄をEDFに殺され、自分も殺されそうになるがレッドファクションに助けられた。そして兄の復讐のためにレッドファクションに加入した。
ダン・メイソン
アレックの兄。レッドファクションのメンバーだったがストーリー序盤でEDFに殺害される。
サマンヤ
レッドファクションの一員。愛称はサム。技術開発能力に優れ、様々な兵器を開発してくれる。
ヒューゴ・デイビス
レッドファクションの司令。元は火星に入植した一介の入植者だったが、入植地で大規模な鉱脈が発見されたのがきっかけで、利益の独占を図る大企業とEDFによる虐殺を生き延び、ダンを含む入植者たちを勧誘して抵抗運動を続けている。
バートラム・ロス将軍
火星の群衆に対するEDFの圧政を強いている張本人であり、本当の元凶である巨大企業の飼い犬。

## 特徴
このゲームはいわゆるオープンワールドであり、広大なマップを縦横無尽に駆け回り、EDFと戦うことになる。
そしてこのゲームの最大の特徴は、「破壊」である。ほぼ全ての建造物、車輌などが破壊可能であり、その倒壊シーンは物理演算システムによってリアルかつダイナミックに描かれている。

## 登場組織
- レッドファクション(Red Faction)

火星入植者たちが結成した抵抗運動組織。強大な軍事力を持つEDFを相手に戦いを続けている。
- EDF(Earth Defense Force)

本作のメインの敵である軍隊。遡ること50年前には、アルター社から人々を救った守護者であったが、地球経済が破綻した現在では自らが生き延びるために火星への締め付けを強め、入植者に圧政を強いている。
- アルター社

セインツロウシリーズに登場している大企業。火星での事業を展開している。
- AMRUKUO社

大企業。ダスト地区での採掘業や製造業など、火星の各方面で事業を展開している。自社の重要拠点をEDFに警備させるなど、EDFとの癒着が目立つ。
- 火星評議会

エオス地区のヘンドリックスホールにある火星の統治機構。しかし実態はEDFの傀儡で、レッドファクションからは「エオス地区で行われている行政の類は、EDFの承認を得ていないものは一つも無い」と揶揄されている。
- マローダー

廃品を利用している以外、情報の少ない集団。他者との交流を拒絶し、スクラップから作った武器や車両による攻撃を仕掛けてくる。その極端に排他的な性質から火星のあらゆる組織から危険視されている。

## 登場武器
ハンマー
レッドファクションゲリラの象徴である土木作業用で主人公がいつも持ち歩いている.
チュートリアルステージから使用可能.
ロケットランチャー
ロケット推進弾を発射する定番兵器で着弾地点に爆風をもたらす破壊力がある.
改造すれば熱追尾や三発同時発射の機能が追加される.
パーカー地区解放でアンロックされる.
スナイパーライフル
遠距離の射撃に適したズーム機能付きのスナイパーライフルでズーム倍率が大変高くかなりの遠距離からの正確な射撃が可能.
一部のEDF兵から入手可能.
アサルトライフル
癖がなく扱いやすい標準的な銃火器で威力は中程度だが照準のブレが少なく安定した射撃が可能で正確なエイムが出来ればかなり強いEDFの基本武装.
最初から使用可能.
ピストル
携行性に優れた拳銃で一見貧弱そうだが意外な程の高威力と精度を誇る.
ただ連射が効かないので狙いを付けるのに苦労しゲーム中盤以降はほとんど携行しなくなり弾薬調達が困難になる.
EDFか味方から入手可能.
エンフォーサー
自動追尾機能が付いたアサルトライフルでゲーム中盤以降のEDFの主力武器の一つで照準で目標をある程度捉えていれば弾丸が勝手に軌道修正して当たってくれる.
アサルトライフルと比べるとエイムが適当で済む代わりに威力と弾数が劣る.
EDFか味方から入手可能.
ピースキーパー
セミオート式のショットガンでゲーム中盤以降のEDFの主力武器の一つ.
連射が効いて取り回しが良い為,乱戦時に特に頼りになる武器
EDFか味方から入手可能.
レールドライバー
X線照準器のおかげで障害物越しに敵を確認し攻撃する事が出来る武器.
照準モードにすると視界がサーモグラフの様な表示になり遮蔽物越しに生体反応を確認出来る上,遮蔽物を貫通して敵を狙撃する事が出来る他,建物内はもちろん車両内の敵も攻撃が可能で何でも貫通するので縦に並んだ敵を同時に射貫く事が出来る.
ただし連射性能や弾数,射程は劣る為,メインウェポンとしては使いにくい.
一部のEDF兵から入手可能.